# مقاطعة أوريغون (ميزوري)
مقاطعة أوريغن (بالإنجليزية: Oregon County)‏ هي إحدى المقاطعات في ولاية ميزوري في الولايات المتحدة الأمريكية.

## أعلام
- ديفيد غلاس
- راسيل جينتري كلارك